# Volkswagen 1600
A linha Volkswagen 1600 foi, juntamente com o Fusca e a Kombi, a base da presença da Volkswagen no mercado brasileiro até a chegada do Passat, em 1974. Todos eram equipados com motores traseiros refrigerados a ar e mesma plataforma mecânica do Fusca. Possuía uma fácil adaptação para sistemas de sobrealimentação, seja com turbocompressores ou superchargers (compressores).

## Início

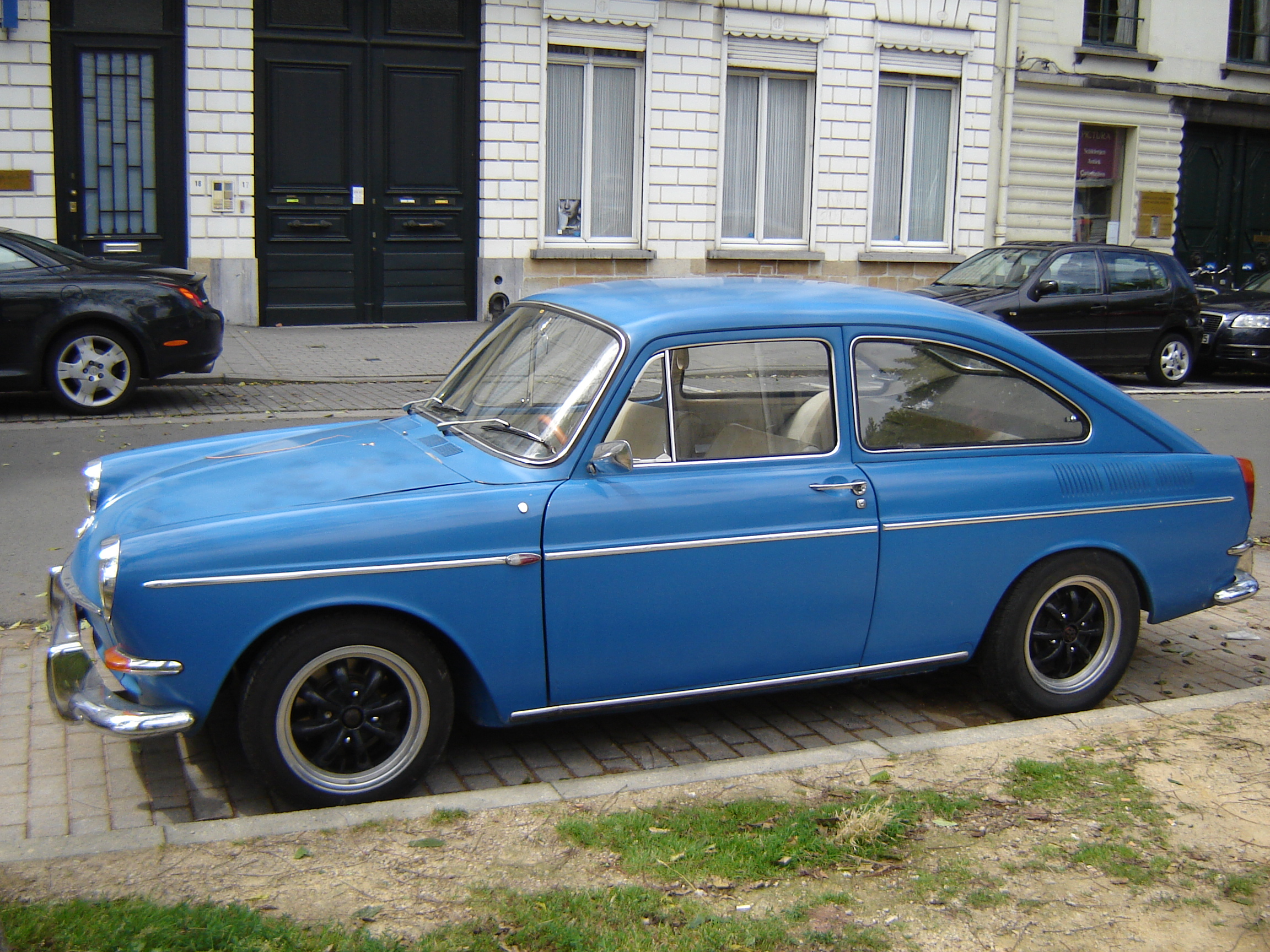
O 1600 TL alemão (ou Fließheck)

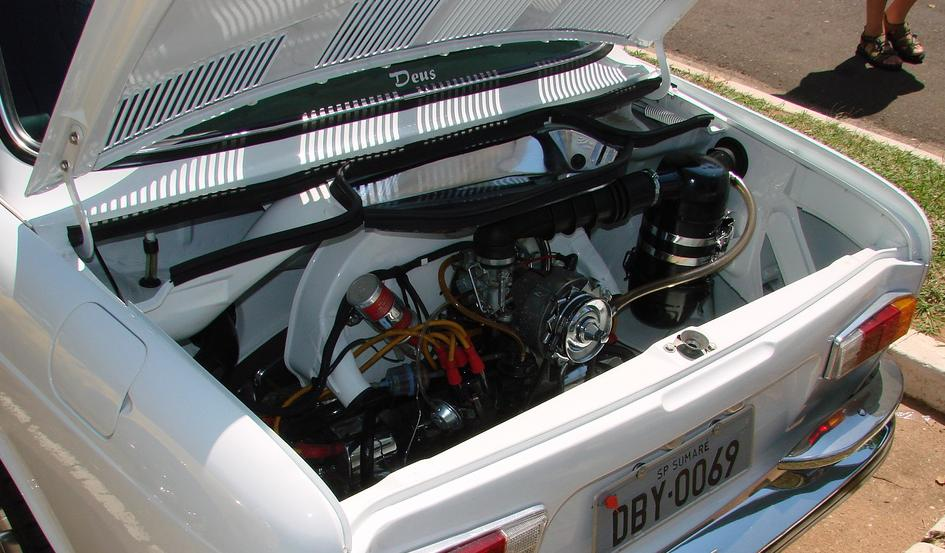
O motor do Volkswagen 1600 4P

Derivado dos Typ 3 alemães (mais especificamente de um protótipo da matriz que não entrou em produção), o Brasil viu em dezembro de 1968 a estreia do VW 1600, um carro de três volumes e quatro portas, com um motor a ar de 1600 cc, instalado na traseira.
Acomodava quatro passageiros e os levava até cerca de 135 km/h. A dianteira, única no mundo, possuía faróis retangulares até 1970, quando foram substituídos por dois faróis redondos de cada lado.
A fábrica sustentava o marketing na beleza do carro, definitivamente reconhecida pelas suas formas marcantes. Contudo, nesse momento o carro teve sucesso limitado, sendo mais popular entre os taxistas. Suas formas retangulares lhe renderam o curioso apelido de "Zé do Caixão", talvez por sua semelhança com um esquife, ou talvez por parecer uma criação do famoso cineasta. Outro curioso apelido, este mais conhecido no sul do país, era "saboneteira". Embora sendo um apelido menos agressivo que o de "Zé do Caixão", também não contribuiu para que o pequeno carrinho caísse nas graças do povo. Ele saiu de linha em 1971.

## TL e Variant I

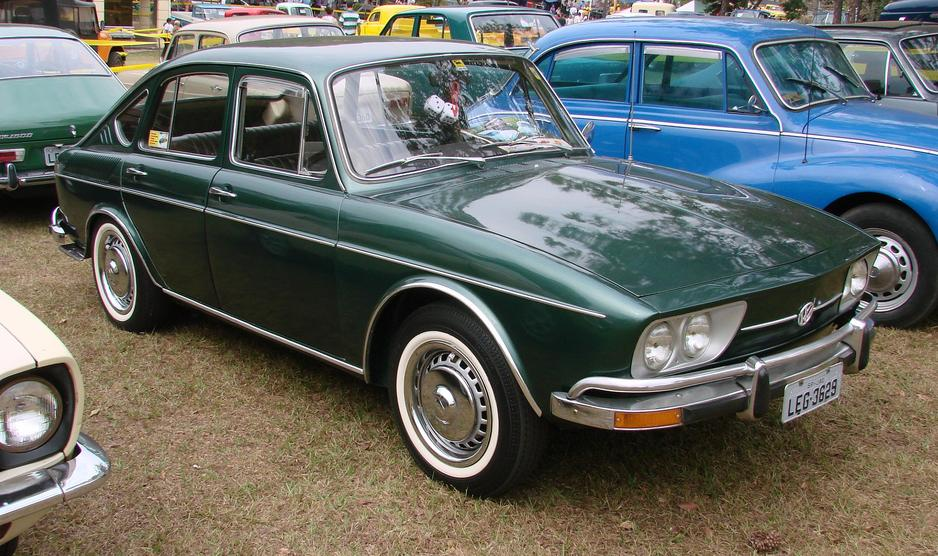
TL 1973 quatro portas, reestilizado

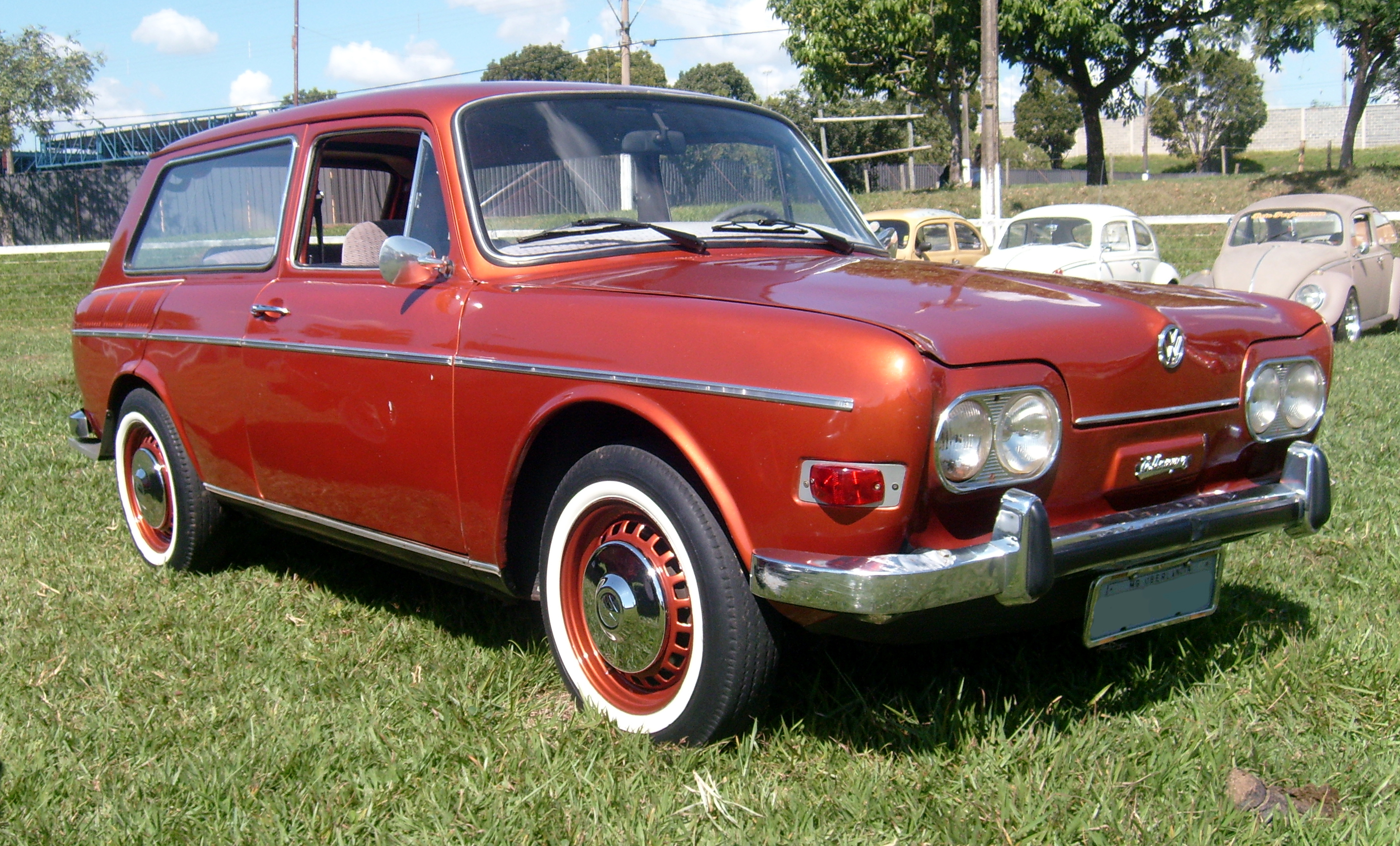
A Variant, ainda com a frente original

Os frutos da linha iniciada pelo 1600 ("Zé do caixão") foram positivos para a Volkswagen do Brasil. Derivado dele, a fábrica seguiu a tendência natural da linha europeia, lançando primeiro a Station Wagon (perua) Variant, em 1969 e, com a iminente saída de linha do 1600 original, a fábrica lançou o dois volumes e meio (fastback) TL em 1970, com o motor horizontal da Variant e, já no ano seguinte, seria eleito pela Revista Autoesporte o Carro do Ano de 1971.

### Características
Ambos possuíam a mesma motorização do 1600, porém o estilo de carroceria fez toda a diferença. Além da pequena área de carga na dianteira, agora havia um amplo espaço na traseira, ampliado pelo motor horizontal, que ocupava bem menos espaço (a ventoinha ficava agora montada no virabrequim). No caso da Variant, o espaço total para carga chegava a 640 litros. O interior era pouco mais que espartano. O problema da rejeição ao design foi solucionado em 1971, através de uma reestilização da dianteira. Ambos os carros ganharam uma dianteira mais baixa e inclinada para dentro. Apesar do apelido "cabeça de bagre", o novo desenho encontrou grande aceitação. A VW também lançou uma versão 04 portas do TL, para atrair os motoristas de táxi (que utilizaram muito o VW 1600 quatro portas).

### Desempenho no Mercado
Os modelos acumularam boas vendas no decorrer da década de 70. A Variant, inclusive, superava no mercado interno, a Ford Belina, muito mais avançada tecnologicamente (em grande parte devido às péssimas condições das estradas brasileiras).
Entretanto, apesar do sucesso no mercado brasileiro e da ausência de competidores (a VW dominava cerca de 70% do mercado brasileiro), a idade do projeto começava a pesar (o similar europeu era de 1961), e a montadora alemã, que já experimentava dificuldades no exterior com a linha "a ar", decidiu introduzir também aqui a linha Passat, já em 1974, ocupando o mesmo nicho de mercado do TL. Esta concorrência interna, somado ao lançamento do VW Brasília, decretou o fim da linha TL em 1975, podendo-se encontrar algumas unidades residuais do ano de 1976. A Variant, por outro lado, permaneceu no mercado.

## Variant II

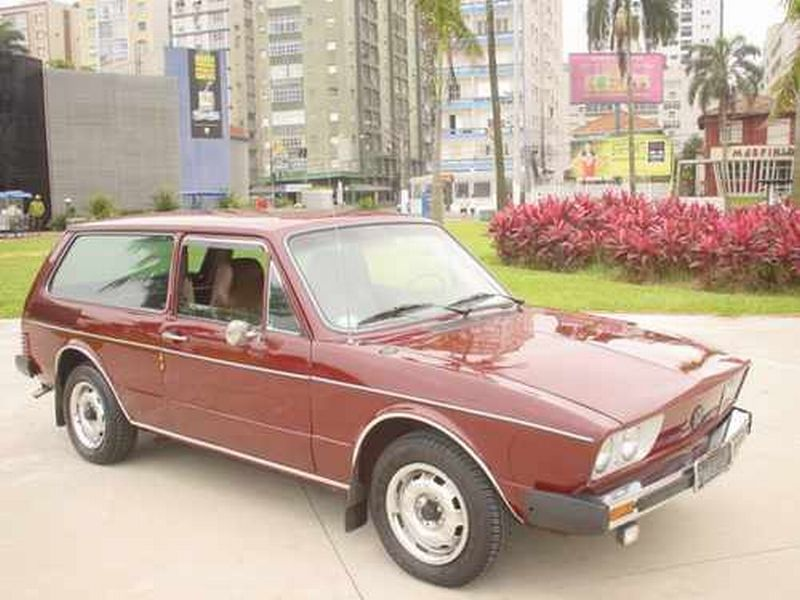
A Variant II

Não seria essa a última tentativa da Volks de viabilizar um projeto com motor a ar. Logo, ao invés de trazer a versão perua do Passat (também chamada Variant, nome que persiste até hoje), a Volks do Brasil investiu em um projeto próprio, a Variant II, basicamente uma versão maior do Brasília. Com vários avanços técnicos, notadamente a suspensão MacPherson na dianteira e braços semi-arrastados na traseira, o modelo impressionava quando comparado a sua "irmã mais velha". Inclusive, o uso desse tipo de suspensão na dianteira preconizava o uso de um motor dianteiro, o que jamais ocorreu. Porém, problemas mecânicos inerentes ao modelo (e o futuro lançamento da Parati, ocorrido em 1982, para ocupar a mesma posição de mercado) trouxeram o fim do modelo já em 1981.

## Após o fim
Não se pode dizer que a família de automóveis terminou sem deixar remanescentes, uma vez que o VW Gol foi uma espécie de convergência entre o Brasília (este por si só um grande sucesso) e o Passat/Golf. Embora não tenham atingido o status cult de carros como o SP2 ou o Karmann Ghia, a linha ainda está em circulação no Brasil, e modelos bem conservados e originais já despertam a atenção dos colecionadores.